# George Dillon
Pour les articles homonymes, voir Dillon.
L'abbé George F. Dillon est un religieux et essayiste irlandais.

## Biographie
Dillon est une figure de l'antimaçonnisme catholique. Il est connu pour ses conférences d'octobre 1884 à Édimbourg qui furent réunies dans un livre : La Guerre de l'antéchrist contre la civilisation chrétienne.
Dillon exerça comme missionnaire en Australie où il fonda une mission pour les aborigènes à Burragorang, à environ 65 miles de Sydney.

## Thèses
Il dénonça l'union des Illuminés de Bavière et de la franc-maçonnerie, les liens entre Napoléon Bonaparte et cette même maçonnerie et, d'autre part, les Carbonari ainsi qu'un de ses chefs connu sous le pseudonyme de Nubius lors de la conspiration de la Haute-Vente dénoncée par le pape Pie IX.
Il s'attaqua aussi aux Fenians et aux politiciens  Lord Palmerston (Henry John Temple) et Mazzini.

## Publications

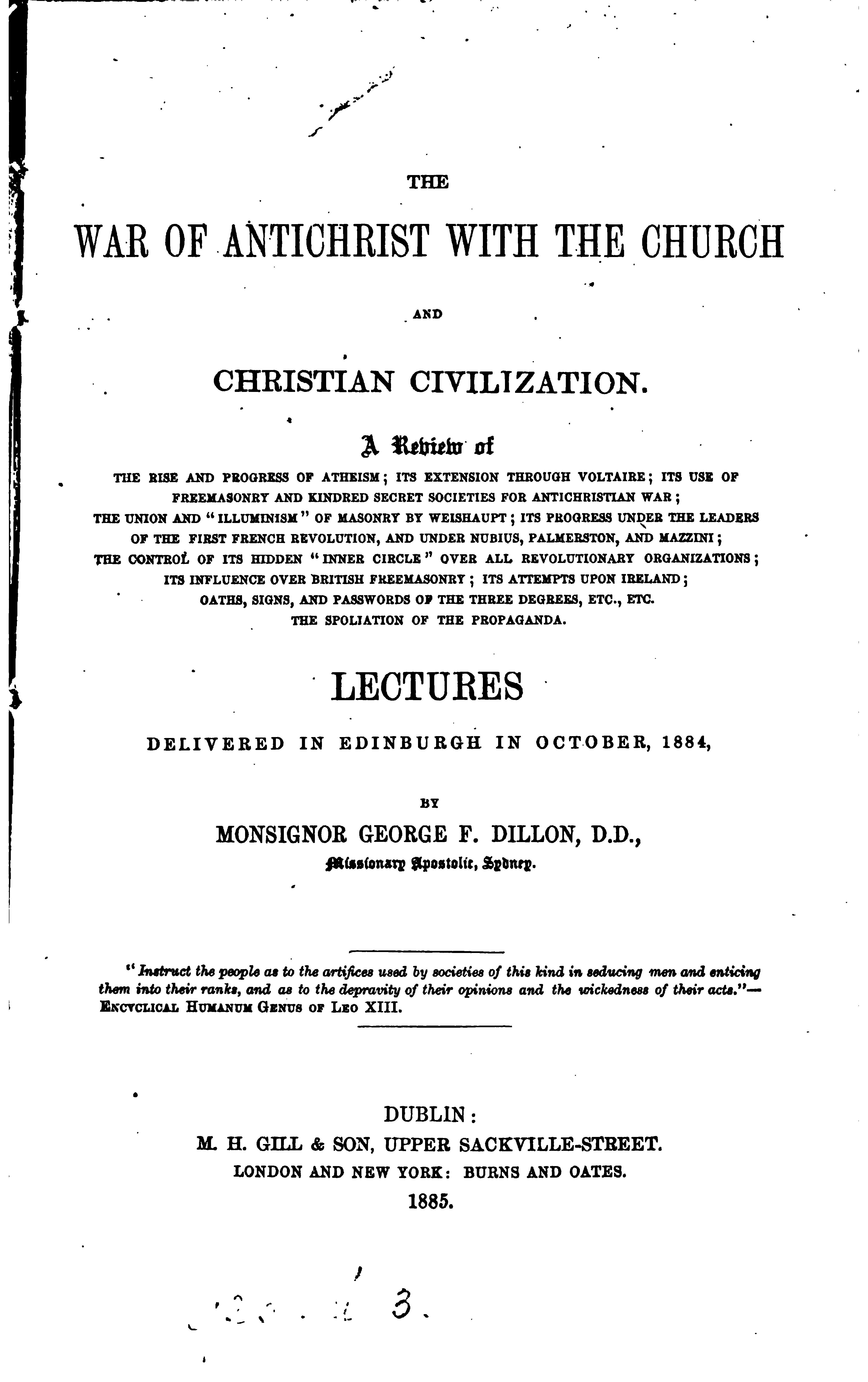
Couverture du livre le plus connu de George Dillon, War of Anti-Christ with the Church and Christian Civilization.

- 1870 Ireland: what she has done for religion and civilization
- 1873 Sacred Heart of Jesus: a sermon preached at the solemn consecration of the Diocese of Maitland
- 1874 An Irish missionary in the Australian bush: his life, labours and death
- 1884 Virgin Mother of Good Counsel: A History of the Ancient Sanctuary of Our Lady of Good Counsel in Genazzano
- 1885 La Guerre de l'antéchrist contre la civilisation chrétienne, M. H. Gill & Son, Londres et New York, Texte en ligne (en anglais), réédité sous le titre: Grand Orient Freemasonry unmasked as the secret power behind communism, préface de Denis Fahey, 5e édition, 1965.